# Magnolia gigantifolia
Magnolia gigantifolia este o specie de plante din genul Magnolia, familia Magnoliaceae. A fost descrisă pentru prima dată de Friedrich Anton Wilhelm Miquel, și a primit numele actual de la Hans Peter Nooteboom. Conform Catalogue of Life specia Magnolia gigantifolia nu are subspecii cunoscute.